# Forma estándar de los caracteres nacionales
Forma estándar de los caracteres nacionales (en chino tradicional, 國字標準字體; pinyin, Guózì Biāozhǔn Zìtǐ) es la forma estandarizada de caracteres chinos establecida por el Ministerio de Educación de la República de China (Taiwán).

## Listados
Hay tres listas que versan sobre la Forma Estándar de Caracteres Nacionales, promulgada por el Ministerio de Educación de Taiwán:
- Tabla de formas estándar de caracteres nacionales comunes (en chino tradicional, 常用國字標準字體表), incluye 4808 caracteres chinos de uso común.
- Tabla de formas estándar de caracteres nacionales menos comunes (en chino tradicional, 次常用國字標準字體表), incluye 6329 caracteres de uso secundario.
- Tabla de caracteres nacionales raramente usados (en chino tradicional, 罕用國字標準字體表), incluye 18.319 caracteres raramente utilizados.

## Características
Nota: Para ver esta sección correctamente, es necesario instalar ciertos tipos de letra estándar y configurar el navegador para usarlos en contextos apropiados.
La Forma Estándar de Caracteres Nacionales tiende a preferir la adopción de variantes ortodoxas para la mayoría de sus caracteres, no obstante también adopta muchas variantes vulgares comunes. Muchos tienen sus componentes reorganizados. Por ejemplo:
- 群[1] La forma ortodoxa de este carácter tiene 君 encima de 羊, es decir 羣.
- 峰[2] La forma ortodoxa de este carácter tiene 山 encima de 夆, es decir 峯.
- 裡[3] La forma ortodoxa de este carácter tiene 里 dentro de 衣, es decir 裏.

Se han adoptado otras variantes vulgares muy comunes en la escritura manuscrita. Por ejemplo:
- 為[4] La forma ortodoxa de este carácter es 爲 con el segundo y cuarto trazo apuntando hacia fuera.
- 令[5] La forma ortodoxa de este carácter tiene 亼 sobre 卩, es decir 令.

Algunas formas que fueron estandarizadas nunca se han utilizado o son extremadamente raras. Por ejemplo:
- 寺[6] Antes de que se creara este estándar, el segundo trazo horizontal era casi siempre el más largo, es decir 寺.
- 有[7]青[8]能[9] Siempre que hay un radical que se parece ⺼ o月 bajo otros componentes, la mayoría de los estándares escriben el primer trazo como un trazo vertical, por ejemplo, el estándar chino continental escribe estos caracteres como 有青能.

Algunos componentes son diferenciados cuando la mayoría de los otros estándares no los diferencian. Por ejemplo:
- 朠[10]脈[11] El radical de la izquierda en 朠 es月(que significa "luna"), mientras que el radical de la izquierda en 脈 es ⺼ (una forma de 肉, que significa "carne"). Se diferencian en que 月 tiene dos trazos horizontales donde ⺼ tiene dos puntos que se asemejan a冫.
- 草[12]夢[13] El radical en la parte superior de 草 es艹, mientras que el radical en la parte superior de 夢 es卝. Se diferencian en que los trazos horizontales de 卝 no pasan entre los verticales.
- 次冰 El radical de la izquierda en 次 es 二, mientras que el radical de la izquierda en 冰 es冫.
- 冬[14]致[15]瓊[16] El radical en la parte superior de 冬 es夂, el radical de la derecha en 致 es夊y el radical de la parte inferior derecha de 瓊 es攵.

Este estándar tiende a seguir una regla de escritura regular en la que no debe haber más de un ㇏ (llamado 捺), de un trazo horizontal largo o de un gancho a la derecha (p. ej., ㇂ ㇃) en un carácter.
- 樂[17]業[18]央[19] Los primeros trazos horizontales de estos caracteres son trazos horizontales largos. Por lo tanto, se utilizan puntos largos en lugar de un trazo regular descendente a la derecha ㇏ como sus últimos trazos. Otros estándares usan ㇏ como el último trazo, por ejemplo en China continental (樂業央) y Japón (樂業央).
- 七[20] Este carácter tiene un trazo horizontal largo, por lo que no puede tener un gancho a la derecha. Otros estándares no siguen esta regla de forma estricta, por ejemplo en China continental (七) y Japón (七).